# Xã Crouch, Quận Hamilton, Illinois
Xã Crouch (tiếng Anh: Crouch Township) là một xã thuộc quận Hamilton, tiểu bang Illinois, Hoa Kỳ. Năm 2010, dân số của xã này là 374 người.